# Lubochna
Lubochna (ros. Любохна) – osiedle typu miejskiego w Rosji, w obwodzie briańskim, w rejonie diaćkowskim. W 2010 liczyło 5446 mieszkańców.

## Urodzeni
- Aleksandr Gołowaczow – radziecki pułkownik, dwukrotny Bohater Związku Radzieckiego.